# 徐氷
徐 冰（シュー・ビン、XU Bing、1955年2月8日 - ）は、中国の芸術家である。重慶生まれ。
1957年北京へ移住する。1975年から1977年まで、文化大革命の下放政策による中国北部で労働に従事する。1977年、中央美術学院（北京）に入学し、版画を専攻する。1987年、同学院で芸術学修士（版画）を取得。1987年から4年をかけて、実在しない独創的な「偽漢字」（偏と旁を組み換えて再構成した漢字）の創作を行い、それを木刻印刷した作品『析世鑑—天書』を発表。国内外で「徐冰現象」という論争まで引き起こした。
1990年アメリカに渡り、アルファベットの組み合わせで構成された「英文漢字」を創作する『新英文書法』を発表した。これは、欧米など漢字文化圏外の観衆と、中国や日本など漢字文化圏の観衆との間に、作品認識が異ならないよう配慮の心から生まれたコンセプトであると彼は語っている。1999年マッカーサー・フェロー受賞。2003年第14回福岡アジア文化賞芸術・文化賞受賞。2004年、アルテス・ムンディ賞受賞。2008年より、中央美術学院副院長。